# 楠瀬直木
楠瀬 直木（くすのせ なおき、1964年4月17日 - ）は、東京都出身の元サッカー選手、サッカー指導者。現役時代のポジションは、ディフェンダー。シンガーソングライターの楠瀬誠志郎は実兄。日本サッカー協会公認S級ライセンス所持。

## 来歴
帝京高校では、1982年に鹿児島県で行われた高校総体で全国優勝。法政大学を経て、1987年に読売サッカークラブに入団し、1995年に本田技研工業サッカー部で現役生活を終える。
現役引退後は兵庫FC監督を経て、少年サッカースクールを栃木県小山市で開講。2003年からは長くVERDY S.S小山ジュニアユースで監督を務めた。2009年にJFA公認S級コーチライセンスを取得。2010年から2年間東京ヴェルディユースの監督を務め、日本クラブユース選手権連覇を達成した。
2012年、FC町田ゼルビアのアカデミーダイレクターに就任。JFL降格が決まったリーグ戦終了後の同年11月、オズワルド・アルディレスの監督退任に伴い、監督代行に就任。1週間後、秋田豊の監督就任が決まるまで練習を指揮した。2013年6月、成績不振による秋田豊の監督解任に伴い、再び監督代行に就任。シーズン終了まで指揮を執り、2014年からはアカデミーダイレクターに就任した。
2015年からU-17サッカー日本女子代表監督に就任。
2018年11月、JFA女性職員への不適切行為によりU-17サッカー日本女子代表監督を辞任、またFC町田ゼルビアレディースのテクニカルアドバイザーも辞任した。
2019年、小嶺栄二監督の体調不良に伴い、シーズン途中から日体大FIELDS横浜の監督に就任。
2020年2月、浦和レッドダイヤモンズ・レディースユースの監督に就任。
2021年2月、同トップチームの監督に就任した。
2025年3月26日、クラブからシーズン途中での契約解除が発表された。同年6月1日、日テレ・東京ヴェルディベレーザの監督に就任。

## 所属クラブ
- 帝京高等学校
- 法政大学
- 読売サッカークラブ
- 本田技研工業狭山サッカー部
- 本田技研工業サッカー部

## 指導歴
- 1995年 - 1996年 兵庫FC 監督
- 1997年 - 1999年 小山ブリッツ コーチ
- 2000年 - 2003年 白鷗大学サッカー部 監督
- 2003年 - 2009年 VERDY S.S小山ジュニアユース 監督
- 2010年 - 2011年 東京ヴェルディユース 監督
- 2012年 - 2018年 FC町田ゼルビア
  - 2012年 アカデミーダイレクター
    - 2012年11月 トップチーム 監督代行（兼任）
    - 2012年11月 - 12月 強化・育成統括本部長（兼任）

  - 2013年1月 - 6月 強化・育成統括本部長
  - 2013年6月 - 12月 トップチーム 監督代行
  - 2014年 - 2018年 アカデミーダイレクター
  - 2018年 FC町田ゼルビアレディース テクニカルアドバイザー
- 2015年 - 2018年 U-17サッカー日本女子代表 監督
- 2019年4月 - 12月 日体大FIELDS横浜 監督
- 2020年 - 2025年3月 浦和レッドダイヤモンズ・レディース
  - 2020年 ユース 監督
  - 2021年2月 - 2025年3月 トップチーム 監督
- 2025年6月 - 現在 日テレ・東京ヴェルディベレーザ 監督

## 監督成績
| 年度     | 所属 | クラブ                       | リーグ戦 | リーグ戦 | リーグ戦 | リーグ戦 | リーグ戦 | リーグ戦 | カップ戦   | カップ戦 |         |
| 年度     | 所属 | クラブ                       | 順位     | 勝点     | 試合     | 勝       | 分       | 敗       | ナビスコ杯 | 天皇杯   |         |
| -------- | ---- | ---------------------------- | -------- | -------- | -------- | -------- | -------- | -------- | ---------- | -------- | ------- |
| 2013     | JFL  | FC町田ゼルビア               | 4位      | 30       | 17       | 9        | 3        | 5        | -          | -        |         |
| シーズン | 所属 | クラブ                       | リーグ戦 | リーグ戦 | リーグ戦 | リーグ戦 | リーグ戦 | リーグ戦 | カップ戦   | カップ戦 | AFC     |
| シーズン | 所属 | クラブ                       | 順位     | 勝点     | 試合     | 勝       | 分       | 敗       | WEリーグ杯 | 皇后杯   | AWCL    |
| 2021-22  | WE   | 三菱重工浦和レッズレディース | 2位      | 42       | 22       | 13       | 3        | 4        | -          | 優勝     | -       |
| 2022-23  | WE   | 三菱重工浦和レッズレディース | 優勝     | 52       | 20       | 17       | 1        | 2        | 優勝       | ベスト8  | -       |
| 2023-24  | WE   | 三菱重工浦和レッズレディース | 優勝     | 57       | 22       | 18       | 3        | 1        | GS敗退     | 2位      | 優勝    |
| 2024-25  | WE   | 三菱重工浦和レッズレディース | 3位      | 31       | 14       | 9        | 4        | 1        | ベスト4    | 優勝     | ベスト8 |
| 2025/26  | WE   | 日テレ・東京ベレーザ         |          |          |          |          |          |          |            |          |         |

1. ↑  2013年は監督代行
2. ↑  2023 AFC女子クラブ選手権の成績
3. ↑  リーグ戦第14節までの成績